# 恩古薩
32°8′27″N 5°18′30″E / 32.14083°N 5.30833°E

恩古薩（阿拉伯语：‎），是阿爾及利亞的城鎮，位於該國東部瓦爾格拉省，由恩古薩區負責管轄，面積2,740平方公里，2008年人口16,581，人口密度每平方公里6人。